# Фраттези, Давиде
Дави́де Фратте́зи (итал. Davide Frattesi; род. 22 сентября 1999, Рим) — итальянский футболист, полузащитник клуба «Интернационале» и сборной Италии. Участник чемпионата Европы 2024.

## Клубная карьера
Фраттези является воспитанником римского «Лацио», где считался одним из самых перспективных игроков своей возрастной категории. Летом 2014 года он перевёлся в академию «Ромы». Давиде был самым юным игроком, игравшим в молодёжном составе «Ромы». Вместе с командой он выиграл молодёжный Кубок и Суперкубок Италии. В сезоне 2016/2017 Фраттези, которому только исполнилось 17 лет, привлекался к тренировкам с первой командой клуба и был включён в заявку на два матча Серии А и один матч Лиги Европы, однако в официальных матчах за «Рому» так и не сыграл.
В июле 2017 года 17-летний Фраттези перешёл в «Сассуоло». За него было заплачено 5 млн евро, кроме того, «Рома» получила право на выкуп его контракта за 10 млн евро. В сезоне 2017/2018 Давиде играл преимущественно за молодёжный состав «Сассуоло», но регулярно оказывался в числе запасных на матчах первой команды. Он дебютировал в основном составе 20 декабря 2017 года в кубковом матче с «Аталантой». Больше в том сезоне на поле Фраттези не выходил.
16 августа 2018 года Фраттези был отдан в аренду до конца сезона в клуб Серии B «Асколи». Также на него претендовали «Специя» и «Перуджа». В новом клубе Давиде дебютировал 26 августа в матче с «Косенцей». В «Асколи» Фраттези стал основным игроком и принял участие в 33 из 36 матчей Серии B сезона 2018/19.
15 июля 2019 года Фраттези вновь был отдан в аренду клубу Серии B, на этот раз «Эмполи» до конца сезона 2019/20. В «Эмполи» он стал одним из основных игроков и за сезон сыграл во всех турнирах 41 матч, забил 5 голов и отдал 4 голевые передачи.
16 сентября 2020 года Фраттези отправился в третью за три года аренду в клуб Серии B, которым стала «Монца». В сезоне 2020/21 Фраттези отметился восемью забитыми голами и двумя голевыми передачами, а по итогам сезона был включён в символическую сборную Серии B.
6 мая 2025 года Фраттези забил решающий гол в дополнительное время в ответном матче полуфинала Лиги чемпионов против «Барселоны», который завершился 4:3 и вывел «Интер» в финал с общим счетом 7:6. До этого он также отличился в матче с мюнхенской Баварией, его гол стал победным в первой игре 1/4 финала Лиги чемпионов УЕФА 2024/2025 (2:1;2:2, 4:3 общ.). 

## Выступления за сборную
Фраттези был основным игроком сборной Италии среди юношей до 19 лет, которая в 2018 году дошла до финала чемпионата Европы, где уступила в дополнительное время сверстникам из Португалии.
На чемпионате мира среди молодёжных команд 2019 года Фраттези также играл в основном составе сборной Италии. 23 мая в матче с командой Мексики он забил первый гол итальянской сборной на турнире. В матче со сборной Японии был капитаном команды. Итальянцы дошли до полуфинала чемпионата, где уступили украинцам, а в матче за третье место проиграли сборной Эквадора.
В 2021 году Фраттези был основным игроком сборной Италии на чемпионате Европы среди молодёжных команд. Он принял участие во всех четырёх матчах своей сборной, которая в четвертьфинале проиграла Португалии.

## Личная жизнь
У Давиде есть сестра Кьяра, которая на три года его младше. В 2018 году она участвовала в конкурсе красоты Мисс Гран-При.

## Статистика выступлений
| Выступление      | Выступление      | Выступление      | Лига | Лига | Кубок | Кубок | Континент | Континент | Итого | Итого |
| Клуб             | Лига             | Сезон            | Игры | Голы | Игры  | Голы  | Игры      | Голы      | Игры  | Голы  |
| ---------------- | ---------------- | ---------------- | ---- | ---- | ----- | ----- | --------- | --------- | ----- | ----- |
| Рома             | I                | 2016/2017        | 0    | 0    | 0     | 0     | 0         | 0         | 0     | 0     |
| Сассуоло         | I                | 2017/2018        | 0    | 0    | 1     | 0     | —         | —         | 1     | 0     |
| Асколи           | II               | 2018/2019        | 33   | 0    | 0     | 0     | —         | —         | 33    | 0     |
| Эмполи           | II               | 2019/2020        | 38   | 5    | 3     | 0     | —         | —         | 41    | 5     |
| Монца            | II               | 2020/2021        | 39   | 8    | 2     | 0     | —         | —         | 41    | 8     |
| Сассуоло         | I                | 2021/2022        | 11   | 2    | 0     | 0     | —         | —         | 11    | 2     |
| Всего за карьеру | Всего за карьеру | Всего за карьеру | 121  | 15   | 6     | 0     | 0         | 0         | 127   | 15    |

## Достижения
- Серебряный призёр чемпионата Европы среди юношей до 19 лет: 2018
- Обладатель молодёжного Кубка Италии: 2016/2017
- Обладатель молодёжного Суперкубка Италии: 2016/2017